# Milton Adolphus
Milton Adolphus (né le 27 janvier 1913 dans le Bronx à New York et décédé le 16 août 1988 à West Harwich, Massachusetts) est un compositeur et pianiste américain.

## Biographie
Il fait ses études à Yale et déménage en 1935 à Philadelphie où il étudie la composition avec Rosario Scalero. Il est membre fondateur de l'Alliance des compositeurs américains (en), dont le premier président et Aaron Copland. Adolphus s'investit dans le Curtis Institute of Music et est membre de la Ligue des compositeurs (en). Il s'engage également dans le mouvement des droits civils aux États-Unis. Il épouse Elena Watnik (1913-2005) dont il a un fils Stephen Harris Adolphus.
En 1938, il déménage pour Harrisburg, en Pennsylvanie, où il travaille pour le Department of Labor and Industry of the Commonwealth of Pennsylvania (« Département du travail et de l'industrie de la communauté de Pennsylvanie ») jusqu'à sa retraite à West Harwich dans le Massachusetts où il s'occupe du Unitarian Universalist Fellowship.

## Style musical
Certaines de ses œuvres montrent un caractère humoristique subtil : Bitter Suite pour hautbois, 4 clarinettes et cordes de 1955 ; Petits fours pour violoncelle et piano de 1960, Trio Prosaico pour violon, cor et piano, opus 147.

## Jazz et musique légère
Dans les années 1920 et au début des années 1930, il se produit au piano avec de nombreux groupes de jazz dans des music-hall.

## Œuvre
On recense plus de deux cents compositions, dont 13 symphonies, 31 quatuors à cordes.

### Musique de chambre

#### Quatuors à cordes
- Quatuor à cordes no 8, en mi mineur, opus 41
- Quatuor à cordes no 10, opus 45
- Quatuor à cordes no 13, opus 63
- Quatuor à cordes no 14, opus 65
- Quatuor à cordes no 15, opus 67
- Quatuor à cordes no 16, Indian, opus 69
- Quatuor à cordes no 17, opus 70
- Quatuor à cordes no 18, opus 72
- Quatuor à cordes no 20, opus 80
- Quatuor à cordes no 21, In Ancient Style, opus 84
- Quatuor à cordes no 23, opus 91

#### Autres pièces
- Quatuor à vents, opus 20
- Septuor, opus 39
- Adagio, pour violon solo, violoncelle solo et sinfonietta, opus 42
- Improvisation, pour alto et piano, opus 61, 1937
- Bouncettino, pour alto et piano, opus 78, 1944
- Elegy, pour clarineete, cor, violon, alto et violoncelle, opus 81
- Opus 93, pour clarinette et piano, opus 93
- Bitter Suite, pour hautbois, 4 clarinettes et cordes, opus 98, 1955
- Opus 99, pour flute (ou clarinette) et piano, opus 99
- Tribach, pour flute, clarinette et piano, opus 101
- Trio Prosaico, pour violon, cor et piano, opus 147
- Octuor à cordes, opus 175
- * Petits Fours, pour violoncelle et piano, 1960

### Musique pour piano
- Birthday Suite, opus 87
- Dream World, opus 90
- Five Vignettes, opus 94

### Musique pour orchestre
- Symphonie no 8 en si mineur, 1936
- Suite pour orchestre à cordes
- Suite no 2 pour orchestre
- Prelude and Allegro, pour orchestre à cordes, opus 51
- Interlude, pour violoncelle et orchestre de chambre, opus 96
- David's Dream, Aberration for orchestra, opus 149

### Musique vocale
- Faith, oratorio, opus 123